# Щеврик австралійський
Ще́врик австралійський (Anthus australis) — вид горобцеподібних птахів родини плискових (Motacillidae). Мешкає в Австралії та Папуа Новій Гвінеї. Раніше вважався конспецифічним з новозеландським щевриком.

## Опис
Довжина птаха становить 16-19 см, вага 40 г. Забарвлення переважно коричневе, обличчя світле, через очі проходятть коричневі смуги, над очима світді "брови". Крила поцятковані темними смужками, хвіст темний. Нижня частина тіла світла. Лапи довгі, рожевувато-коричневі. Дзьоб тонкий, коричневий.

## Підвиди
Виділяють п'ять підвидів:
- A. a. exiguus Greenway, 1935 — схід центральної Нової Гвінеї;
- A. a. rogersi Mathews, 1913 — північ Австралії;
- A. a. bilbali Mathews, 1912 — південний захід і південь Австралії;
- A. a. australis Vieillot, 1818 — центр, схід і південний схід Австралії;
- A. a. bistriatus (Swainson, 1838) — Тасманія і острови Бассової протоки.

## Поширення і екологія
Австралійські щеврики живуть на луках, пасовищах, полях та інших відкритих рівнинах. Живляться дрібними безхребетними: жуками, павуками і личинками комах, а також насінням трав. Сезон розмноження починається в серпні. Гніздо невелике, чашоподібне. розміщується в густій траві або серед каміння. Самиця робить його з трави. В кладці від 2 до 5 (найчастіше 3-4) жовтуватих яєць, поцяткованих коричневими плямками. Інкубаційний період триває 14-15 днів. Пташенята покидають гніздо через 14-16 днів після вилуплення. За ними доглядають і самиці, і самці.